# Macbeth (Shakespeare)
Pour les articles homonymes, voir Macbeth et Macbett.
Macbeth est une tragédie de William Shakespeare datant de 1623. Elle prend place dans l'Écosse médiévale et retrace de manière très romancée le règne de Macbeth (1040-1057), en s'inspirant de près du récit qu'en fait Raphael Holinshed dans ses Chroniques, parues en 1587. Dévoré d'ambition, le général Macbeth commet le crime de régicide pour s'emparer du pouvoir, poussé par son épouse Lady Macbeth, mais la culpabilité et la paranoïa les font peu à peu sombrer dans la folie.
La date de rédaction de Macbeth est inconnue, mais elle pourrait se situer entre 1599 et 1606 si l'on tente de la lire à la lumière des événements contemporains, en particulier l'avènement du roi écossais Jacques VI sur le trône d'Angleterre en 1603 et la Conspiration des Poudres en 1605. Elle est publiée pour la première fois dans le Premier Folio en 1623.
Macbeth est la plus courte des tragédies de Shakespeare et l'une de ses plus populaires : de nombreux acteurs de renom ont interprété les rôles de Macbeth et Lady Macbeth, et ses adaptations dans d'autres médias sont nombreuses. Une superstition théâtrale veut qu'elle soit maudite et qu'il faille plutôt l'appeler « la pièce écossaise » que prononcer son nom sur scène.

## Personnages
- Duncan, roi d'Écosse (inspiré de Duncan Ier) ;
- Malcolm (en), fils ainé de Duncan (inspiré de Malcolm III) ;
- Donalbain (en), fils cadet de Duncan (inspiré de Donald III) ;
- Macbeth, général dans l'armée de Duncan, il est successivement thane de Glamis, thane de Cawdor et roi d'Écosse (inspiré de Macbeth) ;
- Lady Macbeth, épouse de Macbeth ;
- Banquo, ami de Macbeth et général dans l'armée de Duncan ;
- Fleance (en), le fils de Banquo ;
- Macduff (en), thane de Fife ;
- Lady Macduff (en), l'épouse de Macduff ;
- le fils de Macduff
- Lennox, Ross, Menteith, Angus et Caithness, thanes écossais ;
- Siward, général des forces anglaises (inspiré de Siward de Northumbrie) ;
- le jeune Siward, fils de Siward ;
- Seyton, lieutenant de Macbeth ;
- Hécate, reine des sorcières ;
- Trois Sorcières (en) ;
- trois assassins engagés par Macbeth ;
- le médecin et la dame de compagnie, au chevet de Lady Macbeth ;
- le portier, gardien de l'entrée de la demeure de Macbeth ;
- le vieil homme, discute avec Ross et Macduff du meurtre de Duncan ;
- apparitions, spectres, visions de Macbeth ;
- nobles écossais ;
- messagers ;
- servantes, serviteurs.

## Intrigue

### Acte I

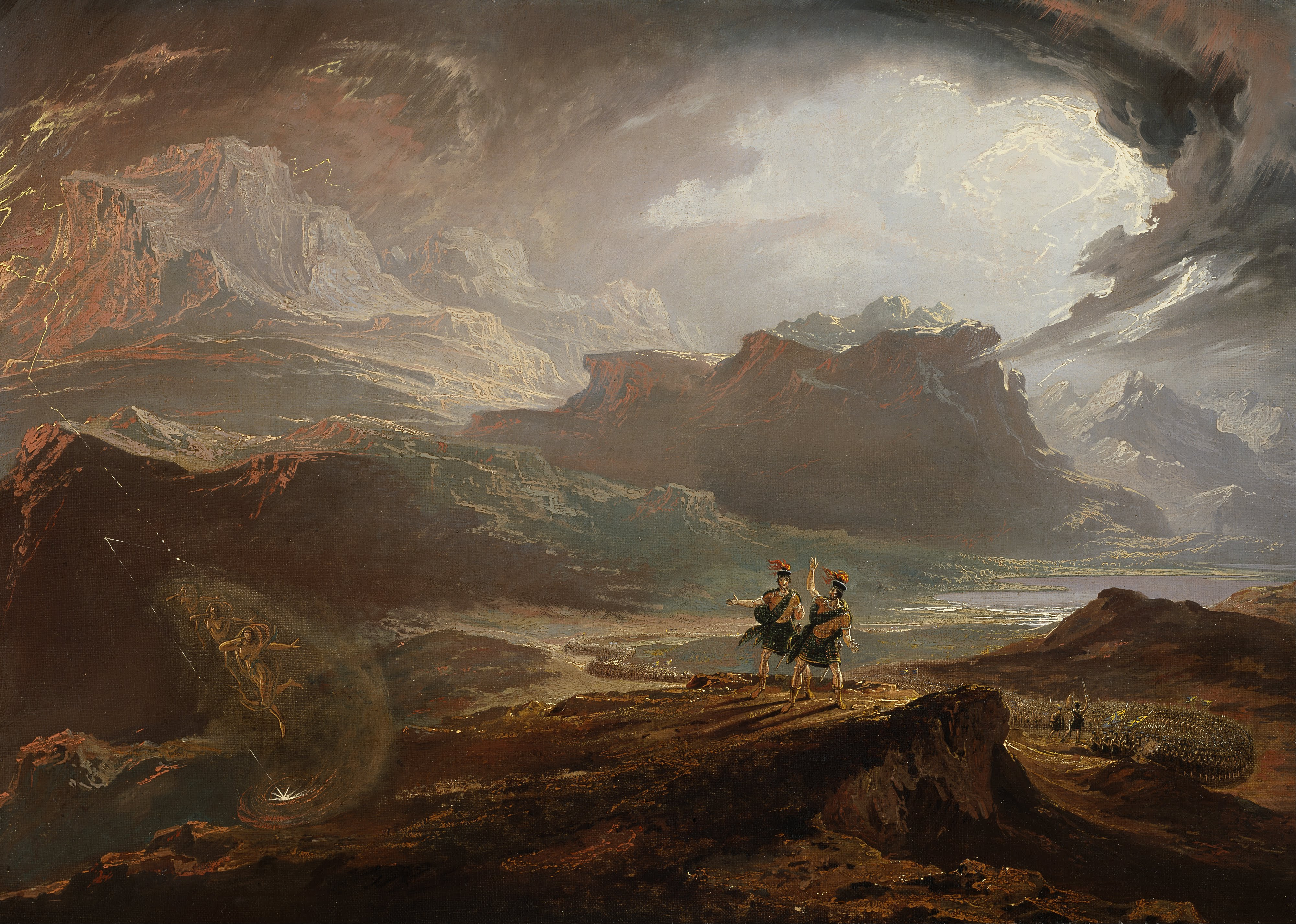
Macbeth, Banquo et les sorcières, par John Martin.

La pièce débute alors que l'orage gronde sur la lande. Les trois sorcières (en) annoncent leur prochaine rencontre avec Macbeth. Dans la scène suivante, un capitaine blessé rapporte au roi Duncan la bravoure de Macbeth et Banquo contre les armées norvégiennes et celles de leurs alliés irlandais. Duncan décide de conférer les titres du thane de Cawdor, coupable de trahison, à Macbeth.
Pendant ce temps, les trois sorcières apparaissent devant Macbeth et Banquo et leur prédisent leur avenir avant de s'évaporer : le premier, déjà thane de Glamis, va devenir thane de Cawdor et enfin roi, tandis que le second, qui ne sera pas lui-même roi, aura des descendants qui le seront. Alors que les deux hommes s'interrogent sur la réalité de la scène, le thane de Ross les rejoint et annonce à Macbeth que le roi l'a nommé thane de Cawdor.
Après avoir annoncé la promotion de Macbeth, Duncan proclame héritier son fils Malcolm et indique son intention de passer la nuit chez Macbeth, à Inverness. Informée de la prophétie des sorcières par son mari, Lady Macbeth le presse de tuer le roi le soir même. Il se laisse convaincre. Leur plan consiste à saouler les chambellans du roi pour les neutraliser, puis de les accuser du meurtre le lendemain matin.

### Acte II
En proie au doute et à des hallucinations, Macbeth parvient tout de même à poignarder le roi endormi. Le choc est tel que Lady Macbeth doit prendre en main la suite des opérations et barbouiller de sang les chambellans ivres. Le lendemain matin, deux thanes, Lenox et Macduff, arrivent au château de Macbeth. Le portier les introduit, et Macduff découvre le corps du roi. Macbeth tue rapidement les chambellans avant qu'ils n'aient le temps de protester de leur innocence. Craignant d'être les prochaines victimes de l'assassin, les deux fils de Duncan, Malcolm et Donalbain, s'enfuient en Angleterre et en Irlande respectivement. Cette fuite les rend suspects, et Macbeth monte sur le trône, tandis que Banquo se rappelle la prophétie des sorcières.

### Acte III

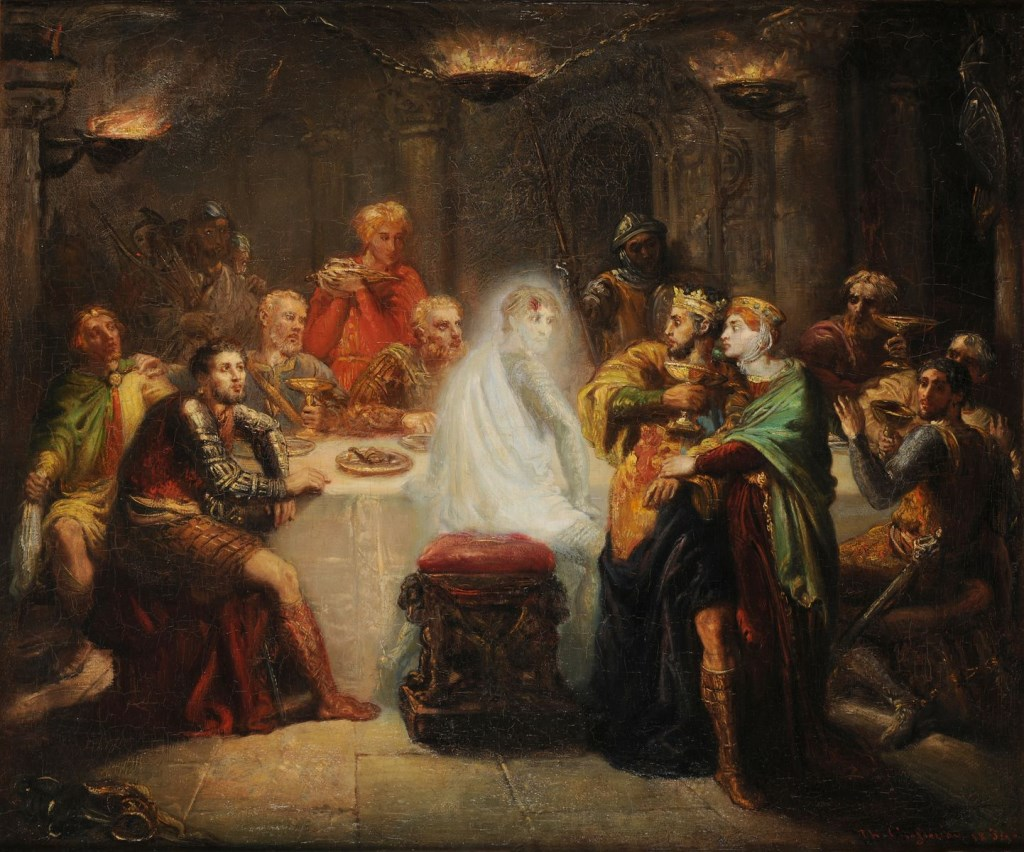
Macbeth apercevant le spectre de Banquo, par Théodore Chassériau.

Macbeth aussi se souvient de ce qu'ont prédit les sorcières à Banquo. La perspective d'être démasqué par lui ne lui sourit guère, tout comme l'idée de n'avoir commis un crime qu'au bénéfice de ses descendants à lui. Il décide de faire d'une pierre deux coups en envoyant des assassins contre Banquo et son fils Fleance, mais si le père succombe, le fils parvient à leur échapper, pour la plus grande colère du roi. Lors du banquet qu'il organise ensuite, il voit le fantôme de son ami s'asseoir à sa place et se lance dans une diatribe insensée qui laisse les convives stupéfaits. Lady Macbeth prétexte un délire du roi et leur fait quitter la salle.

### Acte IV

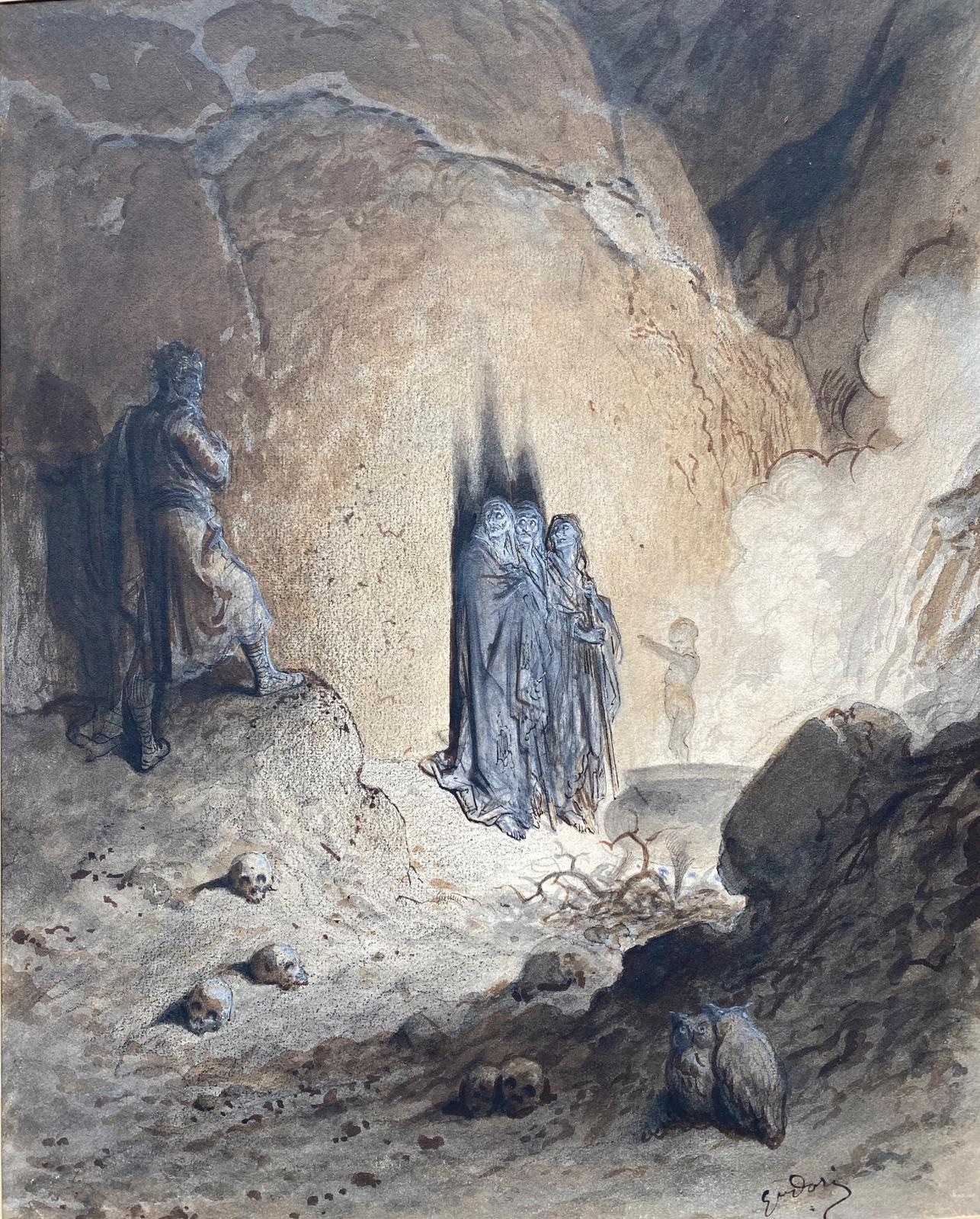
Macbeth dans la grotte des sorcières, par Gustave Doré.

Macbeth se rend auprès des trois sorcières et leur demande la vérité. Elles invoquent d'effroyables apparitions pour lui répondre : une tête casquée lui dit de se méfier de Macduff, un enfant ensanglanté lui annonce que nul homme né d'une femme ne pourra le blesser, et un enfant couronné tenant un arbre dans la main lui prédit que rien de mal ne peut lui arriver tant que la forêt de Birnam ne s'est pas mise en marche vers la colline de Dunsinane.
Ces prophéties apparemment irréalisables rassurent Macbeth, mais lorsqu'il demande si les descendants de Banquo régneront sur l'Écosse, il est horrifié de voir une procession de huit rois qui ressemblent à son ami assassiné. Les sorcières disparaissent ensuite. Lenox entre et annonce à Macbeth que Macduff s'est enfui en Angleterre. Le roi ordonne de saisir ses biens et fait assassiner sa femme et son fils.

### Acte V

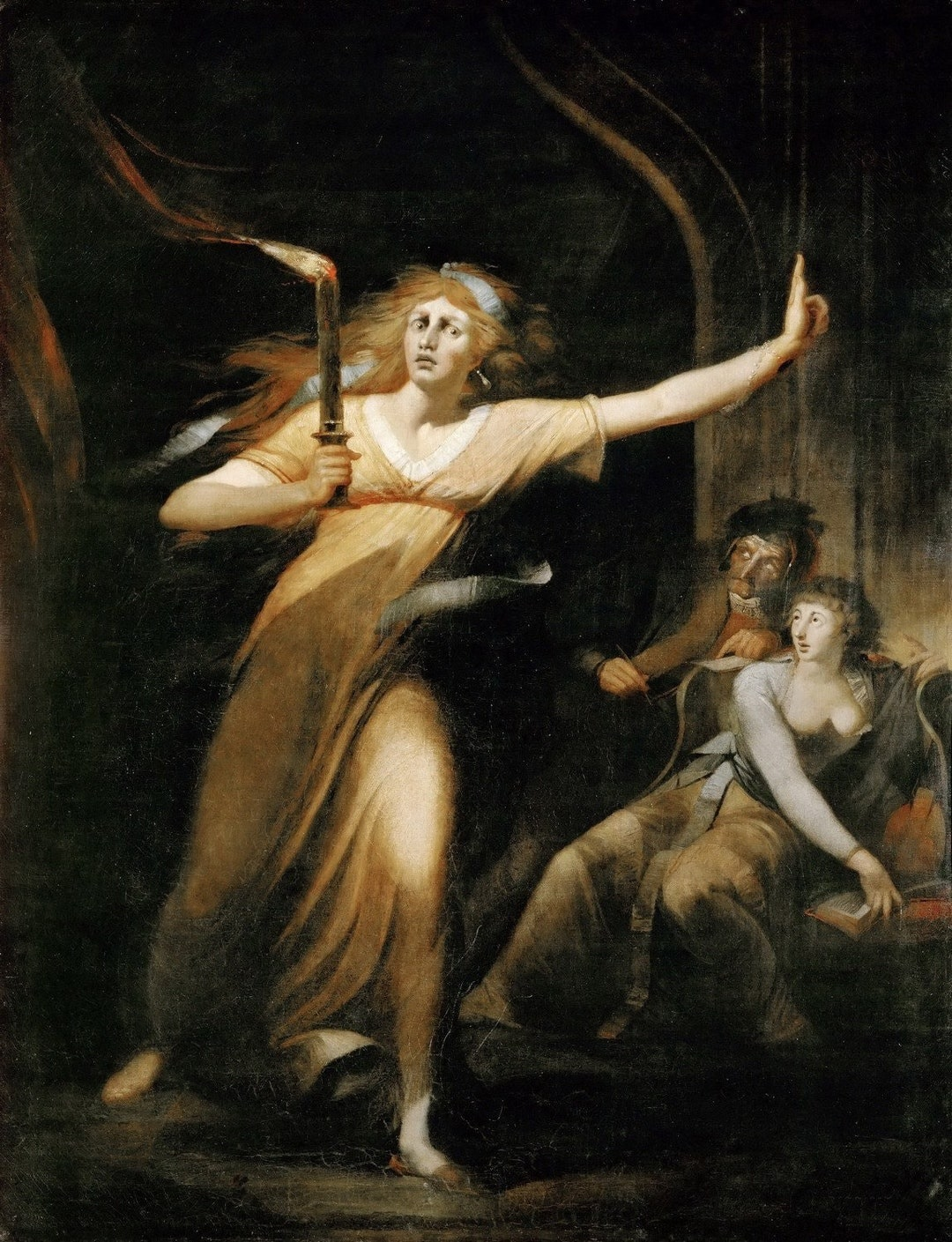
Lady Macbeth somnambule, par Johann Heinrich Füssli.

Dévorée par la culpabilité, Lady Macbeth est sujette à des crises de somnambulisme auxquelles assistent sa dame de compagnie et son médecin. Elle cherche inlassablement à laver les taches de sang qu'elle imagine voir sur ses mains en déplorant les meurtres commis à l'instigation d'elle-même et de son mari.
En Angleterre, Macduff apprend la mort des siens et jure de se venger. Il rallie l'armée levée par Malcolm pour marcher contre Macbeth. La noblesse écossaise, épouvantée par la tyrannie et la violence de Macbeth, apporte son soutien au prétendant, de même que le comte de Northumberland Siward et son fils Siward le jeune. Les soldats, qui marchent vers le château de Dunsinane, se dissimulent sous des branches d'arbres coupées dans le bois de Birnam.
Macbeth apprend que sa femme s'est suicidée. Il sombre dans un profond désespoir et médite sur le caractère éphémère et dénué de sens de l'existence. Cela ne l'empêche pas de fortifier Dunsinane, car il garde foi dans les prophéties des sorcières et reste persuadé de son invincibilité. En apprenant que l'armée anglaise approche sous le couvert des branchages du bois de Birnham, la peur s'empare de lui. Durant la bataille qui s'ensuit, Macbeth tue le jeune Siward et se retrouve face à face avec Macduff. Ce dernier lui apprend qu'il satisfait à la prophétie des sorcières, car il est né par césarienne : ayant été arraché avant terme du ventre de sa mère, il n'est donc pas « né d'une femme ». Macbeth comprend qu'il est condamné, mais il lutte jusqu'à la mort.
Macduff remonte sur scène avec la tête de Macbeth à la main. Malcolm annonce le rétablissement de l'ordre avec son avènement et invite l'assemblée à assister à son couronnement à Scone.

## Sources

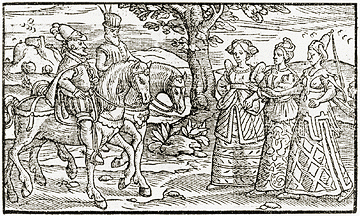
Macbeth et Banquo rencontrent les sorcières dans les Chroniques de Raphael Holinshed.

Pour écrire Macbeth, Shakespeare s'est inspiré de plusieurs passages des Chroniques de Raphael Holinshed, une histoire des îles Britanniques dont la seconde édition, parue en 1587, lui a fourni le matériau de la plupart de ses pièces historiques. La Rerum Scoticarum Historia de George Buchanan a également pu lui servir de source.
Les changements apportés par Shakespeare au récit de Holinshed ont des motifs aussi bien politiques que dramatiques. Par exemple, dans les Chroniques, Banquo est complice du meurtre du roi Duncan, mais Shakespeare choisit d'en faire un innocent qui rend par contraste le crime de Macbeth encore plus odieux. Son assassinat sur l'ordre du même Macbeth acquiert également davantage de poids auprès du public. En outre, Banquo est censé être l'ancêtre de la maison Stuart, qui règne sur l'Angleterre et l'Écosse en la personne de Jacques Ier : le présenter comme un criminel serait risqué pour le dramaturge.
L'actualité a aussi pu inspirer Shakespeare, en particulier la Conspiration des poudres, démasquée en 1605. Plusieurs passages de la pièce peuvent être lus comme des références obliques à la Conspiration et aux procès des conjurés. En particulier, le discours du portier renverrait à la défense du prêtre Henry Garnet, exécuté pour complicité en mai 1606.

## Analyse

### Le Mal

#### Les Sorcières, prêtresses du Mal
Les 3 sorcières sont les émanations d'un même principe. Le nombre 3 rappelle les Parques de la mythologie romaine (ou les Moires grecques avant elles) : ces divinités maîtresses de la destinée humaine, de la naissance à la mort, sont généralement représentées comme des fileuses mesurant la vie des hommes et tranchant le destin. Ici, les sorcières jouent sans cesse comme des enfants, entre rite et comptine. Quand la forme est ludique, le fond est plus noir.
(LES TROIS SORCIÈRES) 
Les Folles Sœurs, main dans la main, 
Voyageuses par mer et terre,
vont alentour à tous chemins ;
Trois fois pour toi, et trois pour moi,
Encore trois fois faisant neuf fois.
Paix ! car le charme va se faire. 
Ces créatures prennent un malin plaisir à commettre le mal. Elles n'agissent que par sadisme, tandis que les Parques antiques sont neutres et dépassionnées. Leurs apparitions sont littérairement informes, déshumanisées, tandis que leur barbe défie les lois de la nature. Shakespeare veut souligner la dimension inhumaine du Mal : le Mal est étranger à l'humanité, dans une optique similaire à celle des futures Lumières.
Les sorcières prédisent-elles l'avenir ? Par préméditation, elles rencontrent Macbeth afin de lui annoncer qu'il deviendra roi. A-t-on vraiment affaire à une parole prophétique ? En vérité, elles n'ont aucun pouvoir oraculaire, mais voient en Macbeth une possibilité de faire émerger les ténèbres du mal. Le motif de la tentation du personnage éponyme rappelle le motif du serpent biblique : un agent extérieur lance l'action mauvaise.
Shakespeare utilise dans le texte original les termes de "weird sisters", que l'on peut traduire en français par sœurs folles, étranges, fatales, etc. Pierre Jean Jouve souligne qu'elles sont des "expressions du destin" ; le terme de "Sœurs fatales" est donc bien approprié mais il se permet de traduire par "folles" selon le contexte (le passage ci-dessus provient de sa traduction, éditions Flammarion). Dans la mythologie scandinave, on parlerait de Nornes ou de géants (jötunn). Ce point étymologique illustre le génie synthétique de Shakespeare. La folie a une dimension pathologique qui heurte la raison : ces 3 sœurs ont des desseins impénétrables. Macbeth est peut-être un drame du malentendu.
Dans la troisième scène de l'acte III, Macbeth délègue le crime à trois personnes comme les 3 sorcières : il concrétise la triple apparition des sœurs dans le monde réel. Il entend reprendre la main sur la domination de la Trinité maléfique : il dirige désormais les 3 meurtriers.

#### Macbeth face aux forces du mal
Dans la deuxième scène de l'acte I, le portrait de Macbeth est indirect : c'est principalement par les paroles du Capitaine devant le roi Duncan qu'il s'établit ("Macbeth le brave"). Guerrier loyal et courageux, Macbeth est animé par des idéaux qui dépassent sa simple personne. Le personnage a les traits du héros chevaleresque et valeureux. ; il n'a donc aucune prédisposition à la traîtrise. Mais il reste capable d'une grande violence, ce qui n'est pas sans étonner le capitaine. Homme tout vertueux soit-il, il peut verser le sang ; il s'agira toutefois d'une violence légitime, à des fins héroïques. Le roi Duncan insiste sur le "goût de l'honneur", comme si le meurtre pouvait être honorable. Peut-être doit-on y voir une ironie de la part de Shakespeare à louer un Macbeth barbare. Apparemment, le mal qu'accomplira Macbeth ne semble répondre à aucune nécessité. Tout porte à croire que s'il n'avait pas rencontré les sorcières, il aurait continué de mener une vie de loyal vassal.

Elles lui révèlent qu'il deviendra seigneur de Cawdor. Il n'est pas vraiment réjoui par la prophétie car elle sous-entend la disparition du roi et cela le navre : "pourquoi dois-je céder à l'idée dont l'image d'honneur hérisse mes cheveux ?", acte I, scène III. Au fond de lui germe sans doute le désir de l'ambition : il a recours à des circonvolutions qui distillent le doute. 
(Macbeth) Si me veut roi Fortune, sans que je bouge, peut me couronner Fortune. 
Il veut conserver son allure héroïque car il ne souhaite pas la mort du roi mais simplement accepter le destin. Il s'agit peut-être plus d'un prétexte que d'une résignation et d'une acceptation de la destinée. Mais par définition une prophétie doit s'accomplir ; Macbeth n'a aucune raison d'assassiner le roi ; il n'a qu'à attendre que le destin advienne. Sa posture d'impartialité est donc plus que discutable. Shakespeare laisse entendre que la vilenie n'est pas un monopole de classe : l'héroïsme de la noblesse, en la personne de Macbeth, est factice. 
(Macbeth, I, VII) Nous n'irons pas plus loin dans cette affaire.
Il entend se convaincre de se désengager comme si la parole était magique. Il pressent qu'il a beaucoup à perdre dans cette affaire, à moins qu'il ne soit une âme vertueuse luttant sans cesse contre le mal (combat du vice et de la vertu).
(Sorcière 3, I, III) Très grand salut, Macbeth ! qui plus tard seras roi. 
Le futur confère à la parole une dimension prophétique (ce qui adviendra nécessairement). Macbeth se pose la question de la manière dont la prophétie adviendra. Il répond par la nécessité : en assassinant le roi. Il pèse le pour et le contre, tergiverse ; on retrouve le motif shakespearien de l'hésitation.
On peut s'étonner qu'il presse le roi chez lui. Duncan tient à rappeler que seul son fils sera roi pour éviter que les vassaux n'aient des envies de pouvoir. Macbeth en sort amer : il pensait que, par gratitude, il succéderait à Duncan. Il se rend compte que la prophétie ne se réalisera pas d'elle-même ; il doit provoquer le destin.

#### Lady Macbeth, pourfendeuse des doutes
En Macbeth combattent gratitude et ambition, respect des règles et désir de transgression. Dans l'affaire, il pourra compter sur la détermination indéfectible de son épouse. Lady Macbeth sent que son époux est tiraillé entre le désir et le devoir ; elle sait qu'il n'est pas doué pour l'action. D'un point de vue actanciel, sa tirade est un élément déclencheur. On retrouve ici le topos chrétien de la femme tentatrice qui pervertit l'homme naturellement bon comme Ève envers Adam. Lady Macbeth semble invoquer des esprits maléfiques. Elle entend se détacher de ses attributs de maternité pour devenir un vecteur de cruauté. Elle se métamorphose en homme pour combler les manques de virilité de son époux.

#### L'origine du Mal
La plupart des doctrines philosophiques et religieuses de l'époque (Le christianisme enseigne la doctrine du péché originel) situaient l'origine du mal dans des forces extérieures qui s'emparaient et corrompaient les âmes. Il semble que le point de vue de Shakespeare soit diamétralement opposé : le mal est en l'homme, comme le ver est dans le fruit, c'est-à-dire inhérent à notre condition[réf. nécessaire].

#### La raison et le mal
Dans la troisième scène de l'acte I, un conflit intérieur se joue entre la tentation du mal et la raison. En terme freudien, la tentation renvoie à une facilité pulsionnelle et égoïste. La raison est un effort de maîtrise de soi pour le bien commun (sur-moi). À ce moment de la pièce, Macbeth prend le parti de la raison, avec honneur et loyauté. La tentation sera personnifiée en Lady Macbeth. La pulsion l'emporte finalement. Shakespeare rappelle que les digues de la raison sont friables.
Toutefois, la raison est mise au service d'un plan : le mal n'exclut pas la réflexion ; l'intelligence sert la passion. L’opposition raison/passion est donc artificielle. Habilement, Macbeth laisse entendre qu'il a cédé à une pulsion de vengeance. Il s'agit en réalité d'un acte planifié et raisonné. Il s'épargne ainsi les raisons d'une enquête. Sa pulsion est dictée par l'amour de son roi : il donne de lui l'image d'un vassal honorable et loyal. Tout cela n'est qu'une affaire de raison. Il n'agit pas de façon inconsidérée. À la manière d'un stratège, il planifie ses actes, anticipe les coups de l'ennemi. À la manière d'un acteur, il joue la dissimulation. La raison assure donc le triomphe du mal.
La raison peut aussi s'entendre comme une capacité à déchiffrer, comprendre. Si l'on se réfère à cette définition, force est d'admettre que Macbeth n'est pas très malin. Sa première erreur consiste en ce qu'il juge, lorsque les sorcières lui annoncent qu'il deviendra roi, qu'il devra tuer le roi.
Plus tard (IV, 1), une apparition lui confie : "aucun homme né d'une femme ne pourra atteindre Macbeth", avant de descendre. Il comprend de fait qu'il est inatteignable puisque tout le monde naît d'une mère. Il mourra en fait plus tard, par quelqu'un (Macduff) né par césarienne. Les forces surnaturelles se jouent de la naïveté de Macbeth. Au fond, le monde qui apparaît dans la pièce paraît gouverné par des puissances néfastes mais surtout indéchiffrables, face auxquelles l'exercice de la raison n'a aucun effet.

#### La juste vengeance
On pourrait résumer la leçon de la pièce avec l'adage "Bien mal acquis ne profite jamais". Macbeth se rend compte que le crime a un prix : il ne jouira plus jamais de la tranquillité. Il en vient même à envier Duncan qui ne souffre plus, libéré du fardeau de la culpabilité. Il fait écho au fameux monologue de Hamlet : "être ou ne pas être ?". Ne pas être, c'est-à-dire être mort, serait la plus raisonnable solution. Il ne tire aucun profit du mal qu'il commet mais en souffre continuellement.
Il s'est lancé dans une machine infernale. Très vite, il manifeste des symptômes psycho-pathologiques : il entend des hallucinations. Macbeth voit le spectre de Banquo passer mais il est bien le seul (III, 4) : l'apparition a lieu en public, à la table où sont assis les seigneurs. Todorov appelle cela principe d'hésitation : est-ce que le fantôme existe ou est-ce une manifestation psychologique ? On a là l'expression concrète de sa culpabilité et aussi la preuve qu'il a une conscience morale. La psychose est littéralement une altération du réel : Macbeth ne doute pas de la présence du fantôme. D'un point de vue moral, on peut y voir l'avertissement pour ceux qui sont tentés de commettre le mal.

## Postérité
La première représentation connue de Macbeth est celle décrite par Simon Forman, en 1610 ou 1611 au Théâtre du Globe. Le récit qu'il en fait présente plusieurs différences par rapport au texte du Premier Folio. Ce texte pourrait être en réalité une version abrégée de la pièce, conçue pour être donnée en intérieur, sur la scène du théâtre des Blackfriars.
La Restauration de 1660 voit la réouverture des théâtres, fermés par le gouvernement puritain en 1642. Macbeth fait partie du répertoire de la Duke's Company, l'une des deux compagnies de théâtre patenté fondées à cette occasion. William Davenant, le fondateur de la Duke's Company, adapte la pièce aux goûts de ses contemporains, notamment en développant le rôle des sorcières, qui se voient attribuer de nouvelles chansons et danses, ainsi que celui de Lady Macduff, qui sert de faire-valoir à Lady Macbeth.

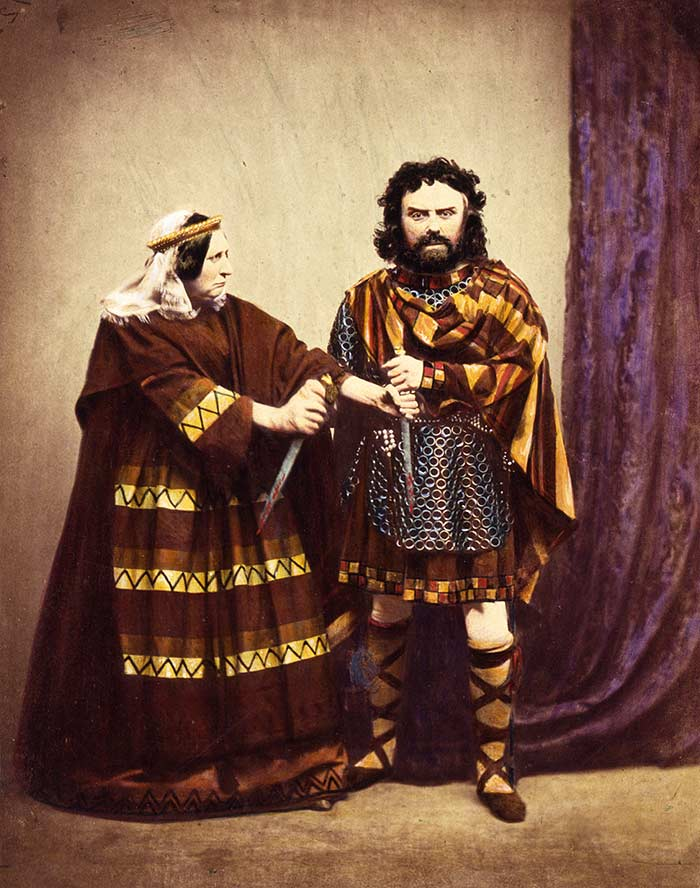
et Charles Kean en 1858.

Le Macbeth de Davenant domine le théâtre jusqu'au milieu du XVIIIe siècle. En 1744, David Garrick en offre une nouvelle version. Bien qu'elle soit vendue comme le texte authentique de Shakespeare, elle retient en réalité plusieurs des ajouts de Davenant, et Garrick lui-même introduit un long monologue de Macbeth au moment de sa mort tout en coupant plusieurs passages de l'original. Aux côtés de Garrick, qui joue le rôle-titre, Hannah Pritchard (en) offre une Lady Macbeth sauvage et démoniaque qui fait date, au point que Garrick choisit d'arrêter de jouer cette pièce lorsqu'elle prend sa retraite. Quelques décennies plus tard, le duo composé de John Philip Kemble et sa sœur Sarah Siddons offre une nouvelle interprétation remarquée des deux rôles principaux, avec une Lady Macbeth plus aimante que celle de Pritchard.
La première moitié du XIXe siècle est marquée par le Macbeth de William Charles Macready, qui interprète le rôle pendant plus de trente ans, de 1820 à 1851. À New York, en 1849, une véritable émeute éclate lorsqu'il joue Macbeth à l'Astor Place Opera House, quelques jours après Edwin Forrest au Broadway Theatre.

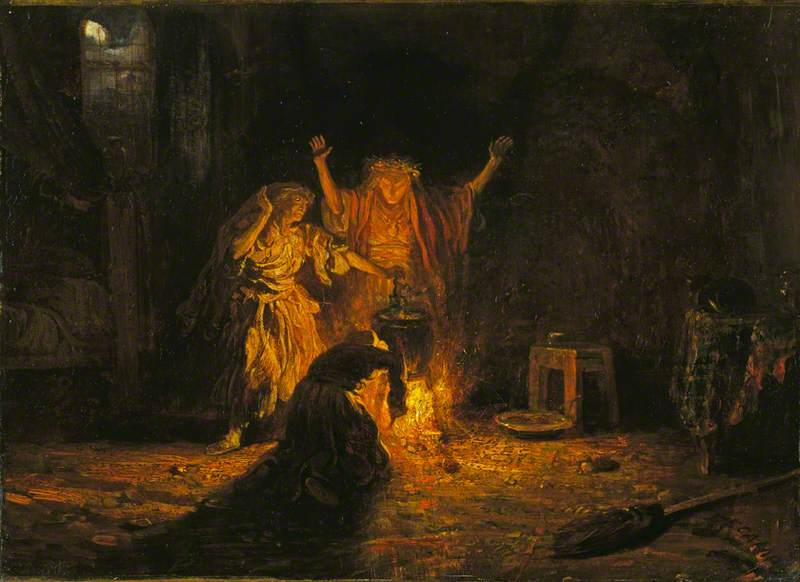
Les Sorcières dans Macbeth, 1841-1842
Alexandre-Gabriel Decamps
Wallace Collection

Pour la jeune génération d'artistes français de cette époque, les scènes de Shakespeare et d'autres écrivains britanniques (tels que Scott et Lord Byron) ont fourni une alternative puissante et inspirante aux traditions du classicisme français.
Au Royaume-Uni, le monopole des compagnies patentées disparaît en 1843, et le théâtre londonien de la seconde moitié du siècle se caractérise par des mises en scène complexes, avec des acteurs nombreux aux costumes élaborés et des effets spéciaux. Charles Kean choisit ainsi de jouer un Macbeth qui se veut historiquement exact. Tous ces Macbeth ne rencontrent pas le même succès : celui de Henry Irving, avec Ellen Terry en Lady Macbeth, ne convainc pas le public.

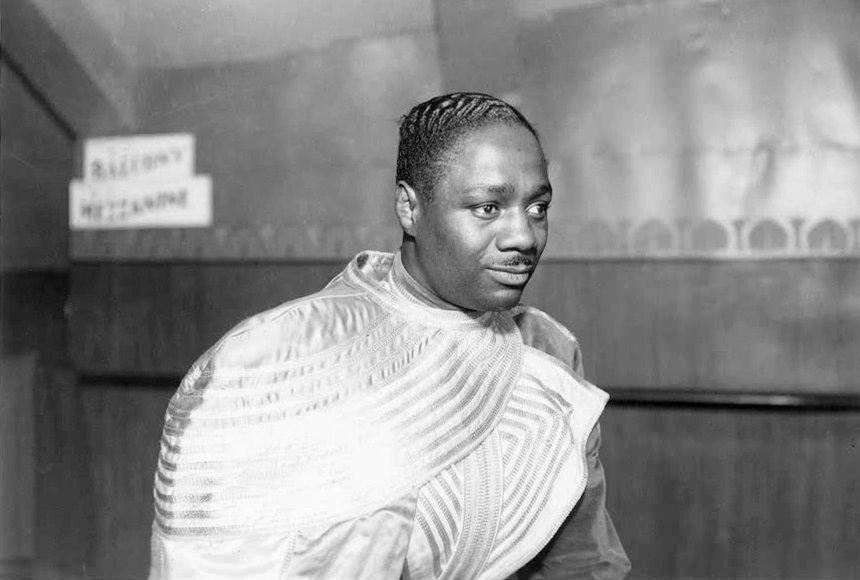
Canada Lee (Banquo) dans le ' d'Orson Welles en 1936.

L'histoire scénique de Macbeth au XXe siècle est marquée par les développements de l'art théâtral, mais aussi par l'histoire politique troublée de l'époque : le personnage principal est parfois relu comme un dictateur au sens moderne du terme. Les trois grands Macbeth de cette période sont Laurence Olivier à partir de 1955, Ian McKellen à partir de 1976 et Antony Sher à partir de 1999. L'une des mises en scène les plus remarquées est celle d'Orson Welles, en 1936, avec sa distribution entièrement afro-américaine et sa substitution du vaudou à la magie des sorcières.

## Traductions
- En français par Benjamin Laroche, Éditions Gosselin, 1842.
- En français par Jean-François Chatelain, William Allen & Co., 1862.
- En français par François Guizot, Éditions Didier, 1864.
- En français par François-Victor Hugo, Édition Pagnerre, 1866 ; Édition Flammarion, 1964.
- En français par Émile Montégut, Éditions Hachette, 1871.
- En français par Célestin Demblon, Paul Lacomblez, 1904.
- En français par Maurice Maeterlinck, Eugène Fasquelle, 1910.
- En français par Jules Derocquigny, Éditions J.-M. Dent, 1922.
- En français par Marcel Schwob, Typographie François Bernouard, 1928 ; Éditions Sulliver, 1995 ; Éditions Grasset, 2016.
- En français par Pierre Leyris, Éditions Aubier-Montaigne, 1977.
- En français par Yves Bonnefoy, Édition Mercure de France, 1983.
- En français par Jean-Claude Sallé, Éditions Robert Laffont, 1995.
- En français par Jean-Michel Déprats, Édition La Pléiade, 2002.
- En français par Pierre Jean Jouve, Édition Flammarion, 2006.
- En québécois par Michel Garneau, Édition Somme Toute, 2010.
- En français, Éditions Larousse, 2011.
- En français par Ariane Mnouchkine, Théâtre du Soleil Éditions Théâtrales, 2014.
- En français par Olivier Bruaux, 3S théâtre Avignon, Théâtre du Nord-Ouest Éditions du Brigadier, 2025.

## Adaptations

### Au cinéma et à la télévision
Parmi les nombreuses adaptations cinématographiques ou télévisées :
- 1948 : Macbeth, de et avec Orson Welles[3].
- 1957 : Le Château de l'araignée (Kumo no Sujō), d'Akira Kurosawa avec Toshirō Mifune[4].
- 1959 : Macbeth, pièce de théâtre filmée par Claude Barma[5].
- 1971 : Macbeth (The Tragedy of Macbeth), de Roman Polanski avec Jon Finch[6].
- 1982 : Macbeth, téléfilm de Béla Tarr avec György Cserhalmi[7].
- 1983 : Macbeth, adaptation de la BBC, téléfilm de Jack Gold, avec Nicol Williamson et Jane Lapotaire.
- 2001 : Makibefo, film anglais d'Alexander Abela, où l’histoire de Macbeth est adaptée par des non-professionnels, habitants d'un village de pêcheurs antandroy du sud de Madagascar[8].
- 2003 : Maqbool, film indien de Vishal Bhardwaj replaçant l'histoire de Macbeth dans une Inde contemporaine.
- 2006 : Macbeth, film australien de Geoffrey Wright avec Sam Worthington.
- 2010 : Macbeth, téléfilm de Rupert Goold, avec Patrick Stewart et Kate Fleetwood.
- 2015 : Macbeth, film franco-américano-britannique réalisé par Justin Kurzel, avec Michael Fassbender et Marion Cotillard
- 2021 : The Tragedy of Macbeth, film américain réalisé par Joel Coen, avec Denzel Washington et Frances McDormand

### En musique
- Giuseppe Verdi a composé un Macbeth (opéra) sur un livret de Francesco Maria Piave, dont la première représentation a eu lieu le 14 mars 1847 au Teatro della Pergola à Florence[9].
- Kar Gottfried Wilhem Taubert a composé en 1857 un opéra, Macbeth.
- Camille Saint-Saëns a composé en 1858 une musique de scène de Macbeth pour chœur et orchestre.
- Ernest Bloch a composé un Macbeth (opéra) sur une traduction française de la pièce de Shakespeare par Edmond Fleg, dont la première représentation a eu lieu en 1910 à l'Opéra-Comique[10].
- Richard Strauss compose un poème symphonique homonyme entre 1887 et 1888. Composé pour un "orchestre par trois", c'est-à-dire un orchestre relativement massif, très utilisé sur la fin de la période romantique (ici plutôt post-romantique), cette pièce maîtresse du compositeur allemand s'inscrit dans la l'évolution des poèmes symphoniques de Franz Liszt, dont Strauss était un fervent admirateur.
- Bedřich Smetana a composé une œuvre pour piano : Macbeth et les sorcières.
- Emile Goué a composé une musique de scène pour Macbeth, dont la première représentation a eu lieu en octobre 1944 à l'Oflag XB de Nienburg an der Weser[11].
- Marc Ducret a composé Lady M (61'), pour neuf musiciens (guitares, trompette, bugle, clarinette, cor de basset, violon, violon ténor, saxophone, clarinette contrebasse, trombone, violoncelle, contrebasse, basse électrique, batterie, percussions), une soprano et un contreténor, enregistré en octobre 2018 et paru en 2019 (distribué par "l'autre distribution") dans une édition CD limitée à 2000 exemplaires.
- Pascal Dusapin compose un opéra, Macbeth Underworld, créé à Bruxelles en 2019, d'après une adaptation de Frédéric Boyer[12].

### En roman
- 1988 : Trois sœurcières, roman de Terry Pratchett et sixième tome des Annales du Disque-Monde. La trame du roman est construite en référence à Macbeth, et au théâtre shakespearien en général.
- 2018 : Macbeth, roman de Jo Nesbø  (EAN 978-2072786051)[13]

### Au théâtre
- 1952 : Macbett, pièce d'Eugène Ionesco
- 2010 : Dunsinane (pièce) (en) de David Greig, après Macbeth

### Bibliophilie
- William Shakespeare, Macbeth, seize lithographies originales de Pierre Clayette, cent trente exemplaires numérotés, Les Cent Une, Société de femmes bibliophiles, 1965.

### Livre audio
(fr) Livre audio mp3 gratuit Macbeth dans la traduction de François-Victor Hugo